# كريستوفر بولهامار
كريستوفر بولهامار (18 ديسمبر 1661 - 30 أغسطس 1751) المعروف باسم كريستوفر بولهيم، وهو اسم اكتسبه بعد حصوله على لقب نبيل في عام 1716، كان عالمًا ومخترعًا وصناعيًا سويديًا. قدم مساهمات كبيرة في التنمية الاقتصادية والصناعية في السويد، وخاصة التعدين. كُرم من قبل الملك كارل الثاني عشر ملك السويد لمساهماته في التطوير التكنولوجي السويدي.

## سيرته الشخصية
وُلد بولهيم (بولهامار) في جزيرة غوتلاند في قرية تينغستادي، شمال شرق فيسبي. في الأصل جاءت عائلة بولهيم من مملكة المجر، حيث تأسست مؤخرًا في القرن الرابع عشر من أصل نمساوي محتمل.
انتقل والد بولهيم وولف كريستوف بولهامر، المولود نحو عام 1610 في مملكة المجر من بارون، من المجر إلى بوميرانيا السويدية لأن الكاثوليك النمساويين اضطهدوا المجريين الذين كانت أغلبيتهم من البروتستانت آنذاك. تداول وولف بولهامر مع فيسبي. استقر في النهاية ليصبح ربانًا.
التحق كريستوفر بولهامار بمدرسة لتعليم اللغة الألمانية في ستوكهولم حتى سن الثامنة عندما توفي والده. والدته، كريستينا إريكسدوتر شينينغ، التي كانت من فادستينة في أوسترجوتلاند، تزوجت لاحقًا مرة أخرى. نتيجة لصراعات مع زوج والدته، انقطعت رسومه الدراسية وأُرسِل بولهيم للعيش مع عمه في ستوكهولم.
حصل على وظيفة كعامل مزرعة في فانستا، وهو عقار في سودرتورن، ستوكهولم. سرعان ما ارتقى إلى منصب المشرف، حيث كان مسؤولًا عن الإشراف والمحاسبة، وهو الأمر الذي كان مناسبًا له تمامًا بسبب ولعه بالرياضيات. عمل في فانستا لمدة عشر سنوات، قام خلالها ببناء ورشة عمل حيث صنع أدوات وأصلح وصنع آلات بسيطة لكسب المال.
بسبب تعطشه للمعرفة في مجالات اهتمامه، مثل الرياضيات والميكانيكا، سرعان ما أدرك أنه لن يحرز تتقدمًا دون تعلم اللاتينية. حاول تعلم اللغة ذاتيًا، ولكن سرعان ما أدرك أنه بحاجة إلى مدرس. في مقابل بناء ساعة معقدة، تلقى دروسًا في اللغة اللاتينية على يد كاهن محلي.
انتشرت سمعة بولهيم بسرعة وكتب أحد رجال الدين إلى أندرس سبول، أستاذ الرياضيات في جامعة أوبسالا، ليوصي ببولهيم. قدم أندرس سبول، جد أندرس سيلسيوس، ساعتين مكسورتين إلى بولهيم وعرض عليه السماح له بالدراسة تحت إشرافه إذا كان بإمكانه إصلاحهما. أصلح بولهيم الساعات دون أي صعوبة، وفي عام 1687، دخل جامعة أوبسالا في سن السادسة والعشرين.

## حياته الشخصية
تزوج بولهيم من ماريا هوفمان (1671-1735) في 28 ديسمبر 1691. وأنجبا معًا ثمانية أطفال ولدوا بين عامي 1692 و1705.
في عام 1716، كُرم من قبل الملك كارل الثاني عشر ملك السويد تقديرًا لخدماته للأمة من قبل الملك وغير لقبه من بولهامار إلى بولهايم، والذي اختصره لاحقًا إلى بولهيم.
كان هو وابنه غابرييل بولهيم (1700-1772) عضوين منتخبين في الأكاديمية الملكية السويدية للعلوم في عام 1739، وهو نفس العام الذي تأسست فيه الأكاديمية.
توفي بولهيم لأسباب طبيعية عام 1751 في ستوكهولم عن عمر يناهز التسعين عامًا.

## حياته المهنية

### مسيرته في الصناعة
وفقًا للسيرة الذاتية لبولهيم، كان الحدث الذي مثل بداية حياته المهنية هو الإصلاح الناجح للساعة الفلكية غير المكتملة في العصور الوسطى (القرن السادس عشر) والتي صممها بيتروس أسترونوموس في كاتدرائية أوبسالا، والتي ظلت غير مكتملة ومكسورة لأكثر من قرن.
في عام 1690 عُين بولهيم لتحسين عمليات التعدين الحالية في السويد. كانت مساهمته عبارة عن بناء لرفع ونقل الخام من المناجم، وهي عملية كانت محفوفة بالمخاطر وغير فعالة في ذلك الوقت. يتكون البناء من نظام مسار لرفع الخام بدلًا من الأسلاك. كان البناء مدعومًا بالكامل بعجلة مائية. اقتصرت العمالة البشرية اللازمة على تحميل الحاويات. نظرًا لكونه جديدًا وثوريًا، وصلت أخبار عمل بولهيم إلى الملك كارل الحادي عشر ملك السويد الذي أعجب جدًا بالعمل لدرجة أنه كلفه بتحسين عملية التعدين الرئيسية في السويد، في منجم فالون في دالارنا.
شملت منتجات المصنع «أقفال بولهيم» (بالسويدية: Polhemslås)، وهو في الأساس التصميم الأول لمجموعة متنوعة من الأقفال الشائعة اليوم. من الناحية الاقتصادية، لم يكن المصنع مجديًا، لكن الملك في ذلك الوقت، تشارلز الثاني عشر، كان داعمًا له وأعطى بولهيم إعفاءً من الضرائب لتشجيع جهوده. تمت زيارة مصنع ستيارنسوند من قبل أحد معاصريه، كارل لينيوس، الذي كتب عن المصنع في مذكراته قائلًا: «لا شيء أكثر تفاؤلًا من ستيارنسوند» (بالسويدية: Intet är spekulativare än Stjärnsund).
ساهم بولهيم أيضًا في بناء قناة جوتا، وهي قناة تربط بين السواحل الشرقية والغربية للسويد. خطط مع كارل الثاني عشر ملك السويد لبناء أجزاء من القناة، وخاصة أقفال القناة في القرن الثامن عشر؛ لم تنهي عملية البناء حتى عام 1832، بعد فترة طويلة من وفاته.
شملت المساهمات الرئيسية الأخرى التي قدمها بولهيم بناء الأحواض الجافة والسدود وأقفال القنوات، والتي صممها مع مساعده وصديقه إيمانويل سويدنبورج.

### المجالات الأخرى
لم يكن بولهيم نشطًا في مجال الميكانيكا فحسب، بل كان نشطًا في كتابة مقالات تتعلق بالطب والنقد الاجتماعي وعلم الفلك والجيولوجيا والاقتصاد.

### كيوريوسا
كان روزاليا بالهايم أحد أسلاف بيلا بارتوك من جهة والدته.

## أهم انجازاته
- تأسيس مصنع ستيارنسوند في سودرا دالارنا خلال عام 1700.[20]
- إعادة اختراع مفصل الكاردان تحت اسم «عقدة بولهيم» (بالسويدية: Polhemknut) بشكل مستقل عن المخترع الرائد جيرولامو كاردانو.
- نظم الآلات في «أبجدية ميكانيكية» وقدم أمثلة على ذلك. من بين 80 نموذجًا منحوتًا في الخشب، لا يزال 32 منها موجودًا في مجموعات المتحف الوطني للعلوم والتكنولوجيا (بالسويدية: Tekniska Museet) في ستوكهولم. يوجد 13 نموذجًا آخر من «الأبجدية الميكانيكية» في متحف فالون للتعدين في السويد.

## إرثه
- ظهرت صورته على الجهة الخلفية من ورقة الـ 500 كرونة السويدية والتي صدرت بين عامي 2001 و2016. على الجهة الأمامية، طُبعت صورة الملك تشارلز الحادي عشر ملك السويد.[21]
- سُميت جائزة بولهيم على اسمه تكريمًا له. تُمنح الجائزة من قبل الجمعية السويدية للمهندسين الخريجين للمساهمين البارزين في هندسة الصناعة والبناء.[22]
- هناك تمثال برونزي لكريستوفر بولهيم من تصميم ثيودور لوندبيرج خارج أطلال كنيسة دروتن في فيسبي.[23]
- هناك نصب تذكاري جرانيتي لكريستوفر بولهيم من الجرانيت من تصميم إيفار جونسون في غوتنبرغ.[24]